# NGC 3246
NGC 3246 est une galaxie spirale barrée de type magellanique située dans la constellation du Sextant. NGC 3246 a été découverte par l'astronome britannique John Herschel en 1828.

## Caractéristiques
Sa vitesse par rapport au fond diffus cosmologique est de 1 497 ± 23 km/s, ce qui correspond à une distance de Hubble de 36,8 ± 2,6 Mpc (∼120 millions d'al).
À ce jour, trois mesures non basées sur le décalage vers le rouge (redshift) donnent une distance de 34,800 ± 2,621 Mpc (∼114 millions d'al), ce qui est à l'intérieur des valeurs de la distance de Hubble.
La classe de luminosité de NGC 3246 est IV-V et elle présente une large raie HI.